# Sorkwity
Sorkwity (niem. Sorquitten) – wieś mazurska w Polsce położona w województwie warmińsko-mazurskim, w powiecie mrągowskim, w gminie Sorkwity.
Wieś leży przy drodze ekspresowej S16 i linii kolejowej Olsztyn–Czerwonka–Mrągowo–Ełk.
W latach 1954–1972 wieś należała i była siedzibą władz gromady Sorkwity. W latach 1975–1998 miejscowość administracyjnie należała do województwa olsztyńskiego.
Miejscowość jest siedzibą gminy Sorkwity. Wieś Sorkwity położona między jeziorami: Gielądzkim i Lampackim. Nad Jeziorem Lampackim znajdują się ślady osadnictwa z późnej epoki brązu i czasów rzymskich oraz stanica wodna na szlaku wodnym rzeki Krutyni.

## Historia

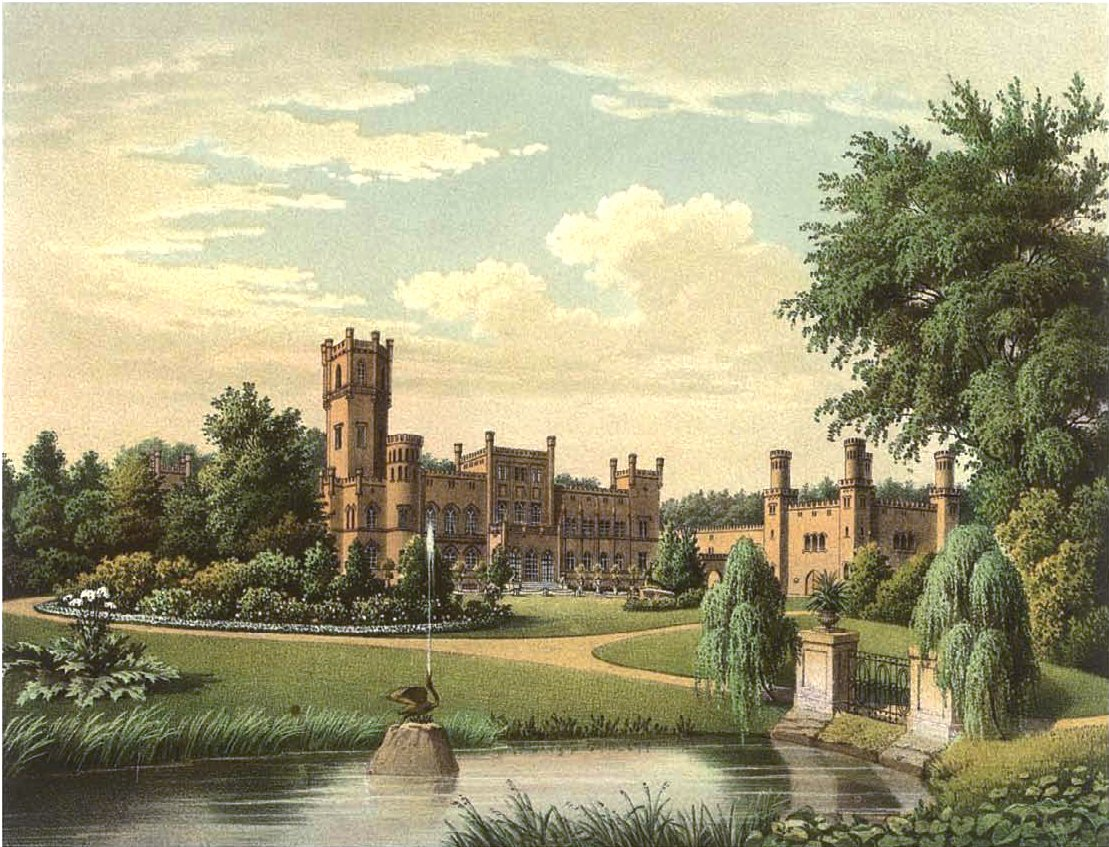
Pałac w Sorkwitach w XIX w.

We wczesnym średniowieczu znajdowało się tu grodzisko Prusów, którego niewielkie pozostałości zachowały się na zachód od cmentarza. Wieś Sorkwity, pod pruską nazwą Sarkewite, została założona w 1379 roku przez Wielkiego Mistrza Krzyżackiego Winricha von Kniprode.
Od 1451 roku majątek (2250 ha) stał się własnością Jana z Krenit Przebędowskiego, który w 1469 roku odsprzedał go Jerzemu von Schlibenowi. W posiadaniu Schliebenów majątek pozostał przez 130 lat i w 1599 roku kupił go Zygmunt von Egoffstein, którego potomkowie władali nim do 1693 roku. W latach 1693–1750 Sorkwity były w posiadaniu rodu von der Groeben, a od 1750 zarządzał nimi polski ród Bronikowskich. W 1804 roku majątek zakupiła magnacka rodzina von Mirbach, która zamieszkiwała tu do II wojny światowej. W rękach tej rodziny rozrósł się on do ogromnych rozmiarów obejmujących w 1904 roku 5770 ha. Od 1921 majątek przeszedł w ręce rodu Paleske.
Parafia istnieje od XV wieku. Kościół w 1525 r. – wraz z przyjęciem reformacji przez Prusy Książęce – przeszedł w posiadanie ewangelików.
Parafia katolicka w Sorkwitach w średniowieczu należała do archiprezbiteriatu biskupieckiego. Ponownie parafię rzymskokatolicką w Sorkwitach erygowano 1 października 1989 r. kościół katolicki wybudowano na wzniesieniu, nad Jeziorem Lampackim. 29 czerwca 1990 r. biskup Julian Wojtkowski poświęcił kamień węgielny. Budowlę wzniesiono dzięki staraniom proboszcza Zenona Ogórka według projektu Mieczysława Sobieraja. Konsekrowany pw. św. Brata Alberta 12 czerwca 1995 r. przez arcybiskupa Edmunda Piszcza. Prace wykończeniowe w kościele kontynuował ks. Andrzej Świech.

## Zabytki

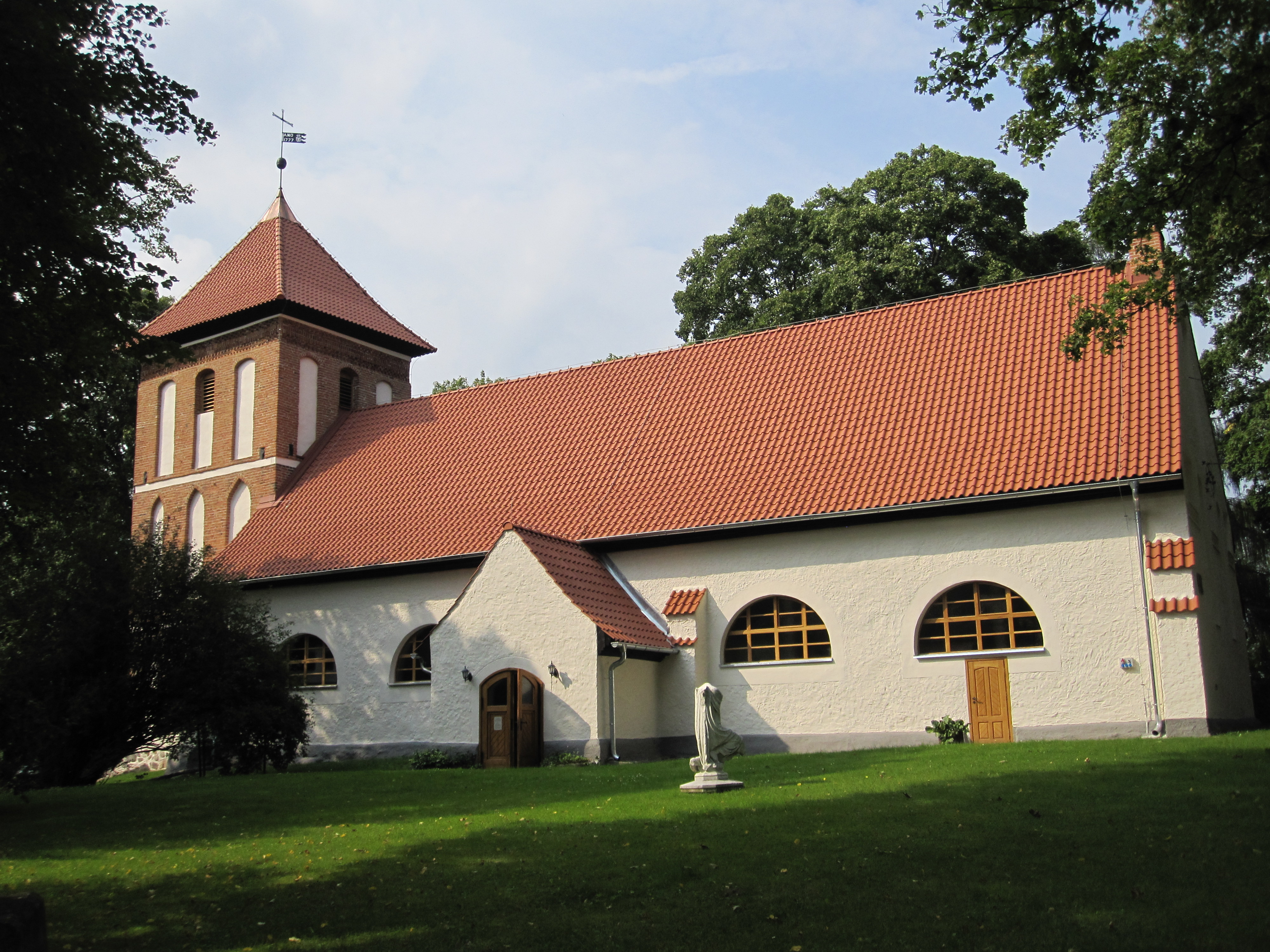
Kościół ewangelicko-augsburski

- Pałac, neogotycki, w zabytkowym parku nad jeziorem Lampackim. Zbudowany w latach 1850–1856 przez rodzinę von Mirbach na miejscu wcześniejszej rezydencji Jana Zygmunta Bronikowskiego (rezydencja z 1788). Pałac w 1914 r. spłonął, odbudowany w latach dwudziestych XX w. W pałacu mieścił się dom wczasowy Zakładów Mechanicznych „Ursus”[4].
- Kościół Ewangelicki, wzmiankowany w 1470 r., obecny z 1689 r., przebudowany w latach 1750–1777, wieża z 1701–1702 zwieńczona chorągiewką z herbem Bronikowskich i datą 1777. Ołtarz główny późnorenesansowy (1642), ambona barokowa (1701) wykonana przez Izaaka Rigę z Królewca. Późnorenesansowa loża patronacka (ok. 1615), w kartuszach herby rodzin von Schlieben i von Groeben. Przed ołtarzem wisząca barokowa rzeźba anioła używana jako chrzcielnica. Do 1936 głoszono w nim kazania w języku polskim. Obecnie w dalszym ciągu służy lokalnej społeczności ewangelickiej.
- Obelisk upamiętniający urodzonego w Sorkwitach Jana Fryderyka Goerke (1750–1822), twórcę służby zdrowia w armii pruskiej i jej generalnego lekarza. Obelisk znajduje się obok kościoła.
- Pastorówka z końca XIX w. (przy kościele)
- Zabytkowy cmentarz
- Most kolejowy, zabytek techniki z końca XIX w., nad strugą łączącą jeziora.
- Grodzisko z okresu średniowiecza, około 200 metrów na zachód od cmentarza